# خانقاه سرخ
خانقاه سرخ هي قرية في مقاطعة أرومية، إيران. عدد سكان هذه القرية هو 1,469 في سنة 2006.